# Ramón Díaz Eterović
Ramón Díaz Eterović (Punta Arenas, 15. srpnja 1956.) je čileanski pisac i hrvatskog je podrijetla. Od 1991. do 1993. je bio predsjednik saveza čileanskih pisaca. Piše kratke priče, kriminalističke priče i eseje. Pisao je i pjesme. Podrijetlom je iz Pučišća.

## O piscu
Sin je Magdalene Eterovic Martinic i Ramóna Díaza Silve. Osnovnu i srednju školu pohađao je u Punta Arenasu (Instituto Salesiano Don Bosco y Liceo Fiscal de Hombres). 1974. je otišao studirati u Santiago političke znanosti na Universidad de Chile . 
Uređivao je pjesničku reviju La Gota Pura (1980. – 1995.) i reviju Simpson 7 dok je bio predsjednikom društva čileanskih pisaca (1991. – 1993.). Suprug je čileanske pjesnikinje Sonie González Valdenegro.
Pripada naraštaju čilskih pisaca koji su se pojavili nakon odlaska s vlasti hunte generala Pinocheta. Budući da su bili u adolescentskoj dobi dok je on bio na vlasti, dobili su naziv Generacija državnog udara. Osim njega, među poznatije čilske pisce hrvatskog podrijetla u tu generaciju spadaju Juan Mihovilović, Eugenio Mimica Barassi i Mario Banić.
Neka prozna i poetska djela mu imaju hrvatsku tematiku: Senkovićev povratak, Trčati za vjetrom i sl.
Za čilsku književnost je bita zato što je u nju uveo t.zv. crni roman, zagonetnost, istragu. U njegovim kriminalističkim romanima središnji je lik detektiv Heredija. Prema tim djelima snimljena je serija Heredia y Asociados koja je prikazana na čilskoj državnoj televiziji.
Djela mu kritiziraju pojave koje nagrizaju društveni život odnosno po čilskoj književnoj kritičarki Patriciji Espinozi spadaju u neoromantički egzistencijalistički realizam.
Jednom je bio sudionikom Zagrebačkih književnih razgovora.
LOM je 2011. objavio strip Heredia detective koji je nastao prema djelima Díaza Eterovića.

## Djela
romani o detektivu Herediji:
- La ciudad está triste ("Tužan je grad")
- Solo en la oscuridad ("Sam u mraku")
- Nadie sabe más que los muertos ("Nitko ne zna više nego mrtvi")
- Nunca enamores a un forastero ("Ne zaljubi se nikada u stranca")
- Ángeles y solitarios ("Anđeli i samci")
- Correr tras el viento ("Trčati za vjetrom"), glavni junak je Hrvat Rendić[1]
- Los siete hijos de Simenon ("Mačak")
- El ojo del alma ("Oko duše")
- El hombre que pregunta ("Čovjek koji pita")
- A la sombra del dinero ("U sjeni novca").

Knjige su mu objavili u Španjolskoj, Italiji, Francuskoj, Njemačkoj, Portugalu, Grčkoj, Hrvatskoj, Nizozemskoj i Meksiku.

## Nagrade
(izbor)
- Premio del Consejo Nacional de Fomento del Libro y la Lectura, za najbolju novelu 1995.
- Premio Municipal de Santiago, 1995., 2002. i 2007.
- Premio Las Dos Orillas del Salón Iberoamericano de Gijón (2000.)
- Premio Anna Seghers de la Academia de Arte de Alemania
- Premio Altazor a las Artes Nacionale 2009.
- Premio Altazor de Narrativa 2009. za djelo La oscura memoria de las armas.

## Vanjske poveznice
- Entrevista a Ramón Díaz Eterovic